# Praxiteles aneb Opasek
Praxiteles aneb Opasek (ve francouzském originále Praxitèle, ou la Ceinture) je opera o jednom dějství francouzské skladatelky Jeanne-Hippolyte Devismesové. Libreto k ní napsal dramatik Jean-Baptiste de Milcent na antický námět – anekdotu o sochaři Praxitelovi. Její premiéra se konala 5. thermidoru roku VIII (24. července 1800) v pařížském divadle Théâtre de la République et des Arts, tj. v Pařížské opeře.

## Vznik, historie a charakteristika
Jeanne-Hippolyte Monroudová (1770–1836) pocházela z lyonské úřednické rodiny. Studovala hru na klavír u Daniela Steibelta a dosáhla vynikající úrovně. Provdala se za Anne-Pierre-Jacquese Devismes du Valgay (psáno též „de Vismes“, 1745–1819), který byl v letech 1777–1780 ředitelem Académie royale de musique (tj. Pařížské opery) a v této funkci do ní kontroverzně uvedl italskou operu buffu. Znovu se stal spoluředitelem této instituce roku 1799 a jediným ředitelem v březnu 1800, načež byl 28. prosince 1800 odvolán. Právě v době svého druhého ředitelství uvedl na scénu pařížské opery dílo své ženy, jednoaktovou operu na antický námět s podstatnou účastí sboru a baletu Praxiteles aneb Opasek. Libreto k ní napsal dramatik Jean-Baptiste-Gabriel-Marie de Milcent (1747–1832), v té době tajemník Théâtre de la République et des Arts (jak se tehdy Pařížská opera nazývala) a tedy Devismesův podřízený.
Námět se opírá o anekdotu zmiňovanou již v antice v souvislosti se slavnou sochou Afrodity z Knidu; podle ní samotná bohyně žasla nad tím, jak věrně ji Praxiteles vystihl, i když se mu nikdy v nahotě neukázala. Odkazuje však také na příhodu ztvárněnou spisovatelem a dramatikem Barthélemym Imbertem pod názvem Le Ruban o ženě, která hodlala svému milenci věnovat jen část sebe sama; milenec zvolil část nad opaskem a žena opasek nechala padnout k zemi.
Přestože se jednalo o nevelké dílo, jeho inscenace byla připravena s velikými náklady (honosné dekorace, 53členný sbor a 78členný balet…), takže ji i soudobé diváci považovali za přemrštěnou. Kritici, stejně jako pozdější historikové, přirozeně komentovali protekční zacházení, jakého se dostalo dílu ředitelovy choti. Přesto byl úspěch díla u diváků velmi vřelý, v opeře vynikal baryton François Lays v titulní roli, ale obecenstvo si vynutilo při premiéře opakování i árie Amora Pour posséder une jeune immortelle.

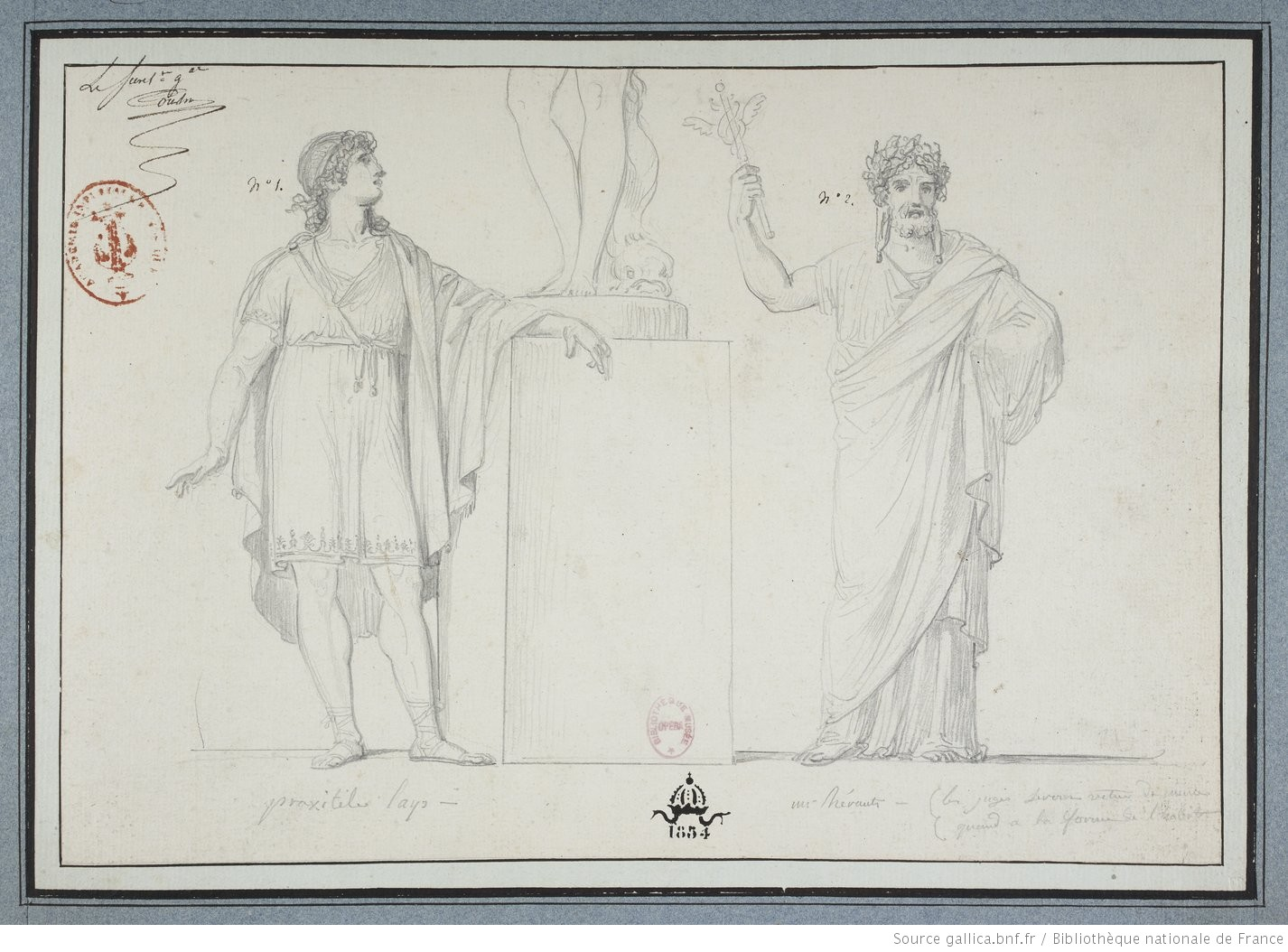
Návrhy kostýmů od Jeana-Simona Berthélenyho pro postavy Praxitela a herolda z opery Praxiteles aneb opasek, 1800

Libreto bylo kritikou vesměs odmítnuto („extrémně špatně postavené“), mj. v důsledku pohoršení, jak volně zachází s antickými postavami a mýty. Nepříznivé posudky ale převládaly i o hudbě a choreografii: „v hudbě je pár příjemných kousků, ale mnoho bezvýznamných, a vždy něco připomínají. Balet na konci není sestaven se vkusem a grácií, které jsou pro balet Opery obvykle příznačné. Je to sled výstupů, kterým se tleská, protože je předvádějí nejdovednější tanečníci.“ Velmi přísný byl Courrier des spectacles: „Pár dobrých věcí, které se v hudbě nacházejí, nemůže omluvit celkovou slabost kompozice; a pokud vyjmeme první ženský sbor, v když doprovázejí Praxitelovu sochu, a několik opravdu krásných míst jedné árie, mimochodem výtečně zpívané občanem Laysem v úloze Praxitela, nacházíme jen nesouvislé úlomky, banální motivy, vždy pod úrovní námětu; pokusy o efekt, ale přitom zmatek místo harmonie, zdlouhavost, někdy dokonce náznaky smutku dokonce i v baletních číslech; a nakonec pokud ne přímo nápodoby, pak alespoň dost silné připomínky [cizích děl]. V prvních dvou zmíněných kusech nalézáme známku talentu, a možná i lépe v recitativu prvních scén; zbytek se jeví málo důstojný první operní scény Evropy.“ I přesto tento recenzent předpovídal dílu úspěch díky baletu. V La Décade philosophique, littéraire et politique rovněž sepsuli libreto a měli za to, že „[h]udba není o nic méně bizarní; zní jako směska známých melodií, ale bez ladu a skladu. Člověk by ji považoval za dílo více rukou velmi různých schopností. Nicméně se tvrdí, že pochází od jisté milé ženy, která má bohudík jiné prostředky, jak uspět.“ L’Esprit des journaux français et étrangers souhlasí s kritikou libreta a částečně i hudby: „co do hudby, byť má k dokonalosti daleko, nezasluhuje tak přísného odsudku; většina kusů je, pravdu říci, bezvýrazná a mají jen všední motivy, ale všimli jsme si mezi nimi dobře zpracovaného a situaci přiléhavého duetu (Skopáse a Polykla) a jedné árie plné půvabu a výrazu (Praxitelovy J'ai vu sur ses lèvres de roses). Árii zpívané Amorem nechybí důvtip, ba ani originalita, ale patří podle nás nižšímu žánru, než je velká opera; zato Venušina árie je v přímém rozporu s povahou bohyně, a také vzbudila všeobecnou nevoli.“ Almanach de Muses lépe odpovídá dojmu obecenstva, když lakonicky shrnuje: „Text velmi slabý, okouzlující výprava, hudba důvtipná a půvabná.“
Na zmíněnou recenzi Courrier de spectacles reagovala občanka Chisny Delacroixová a polemizovala s ní: „Hudba [této opery] bude paní Devismeové vždy ke cti; má svěžest, pěkné motivy, půvab, pravdivost v áriích, které zpívá Lays. Bylo by jistě možné si přát, aby naše milá skladatelka vyzkoušela své vlohy na zajímavějším textu; ale všichni vědí, jak obtížné je pro začátečníka, a tím spíše pro ženu, získat si důvěru libretistů. […] Navíc tato okouzlující inscenace od hezké ženy, dělajíc čest našemu pohlaví, se současně stává poučením pro všechny, které se domnívají, že se mohou zalíbit jen pomocí vnějších půvabů, kterými je příroda obdařila; kéž se přesvědčí, že Múzy neškodí Gráciím a že vavříny Parnasu příjemně kontrastují s myrtou a růžemi.“
K opeře vznikly v lidovějších divadlech tři parodie. Ale protože už originál Devismesové nebyl brán příliš vážně, zdálo se to některým současníkům nepochopitelné: „Je záslužné zesměšňovat to, čemu se hlupáci obdivují; ale dělat si legraci z díla, kterému se posmívají všichni […] se zdá být pod důstojnost parodisty.“
Přes uvedenou kritiku se Praxiteles hrál 16krát, což nebylo málo, a série jeho představení byla ukončena až s odchodem Devismese z funkce ředitele. Roku 1804 ještě Devismes navrhoval tehdejšímu vedení divadla, aby tuto operu zařadili znovu na program: „je to dílo ženy a soudím, že jakožto organizace, jež se pyšní svou galantností, měli byste vzít v úvahu ženu, jejíž talent může být pro její pohlaví vzorem“. Nestalo se tak.
Do současnosti se dochovalo libreto, z hudby pak jen některé části: baletní a sborová hudba a navíc Praxitelova árie J'a vu sur ses lèvres de rose, která byl vydána v úpravě pro klavír a zpěv. Z hudební tvorby Jeanne-Hippolyte Devismesové je vedle této opery známa pouze píseň La Dame Jacinthe, která vyšla roku 1823 ve sborníku La Grétry des dames.
Praxiteles aneb Opasek Jeanne-Hippolyte Devismesové je teprve čtvrtá francouzská opera zkomponovaná ženou, kterou uvedla Pařížská opera, po Kefalovi a Prokris Élisabeth Jacquet de La Guerre z roku 1694, Géniích slečny Duvalové z roku 1736 a Tibullovi a Delii slečny Beaumesnilové z roku 1784.

## Osoby a první obsazení

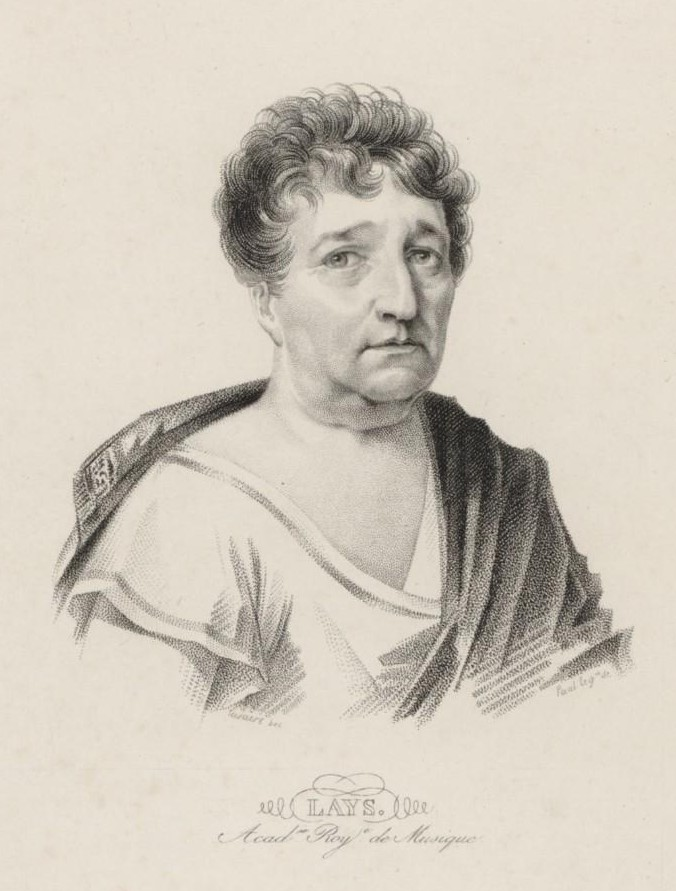
Pěvec François Lays jako Praxiteles, rytina Paula Le Granda z roku 1800

| Osoba | Hlasový obor           | Premiéra (5. thermidoru VIII)     |
| --- | ---------------------- | --------------------------------- |
| Praxiteles (Praxitèle, Praxitelle) | baryton (basse-taille) | Lays (Laïs, vl. jm. François Lay) |
| Skopás (Scopas) | baryton (basse-taille) | Dufresne                          |
| Filoxenés (Philoxène), žák Praxitelův | tenor (haute-contre)   | Duvernay                          |
| Polykles (Policles), žák Skopasův | tenor (haute-contre)   | Laforest (Laforet)                |
| Venuše (Vénus) | soprán                 | Mlle Claris                       |
| Aglaia (Aglaé), jedna z Grácií | soprán                 | Mlle Henri (Henry)                |
| Amor (L'Amour) | soprán                 | Mlle Chevalier                    |
| Herold | …                      | Dehault                           |
| První modelka | …                      | Mlle Aubry                        |
| Druhámodelka | …                      | Mlle Florigny                     |
| Třetí modelka | …                      | Mlle Jaquemard                    |
| Čtvrtá modelka | …                      | Mlle Mante                        |
| Soudcové na Elidských hrách; Grácie, Hry, Smíchy, Lásky; Praxitelovi a Skopásovi žáci; obyvatelé Řecka, přišedší ze všech koutů, aby se zúčastnili Her; Jupiterovi kněží |                        |                                   |

## Děj opery

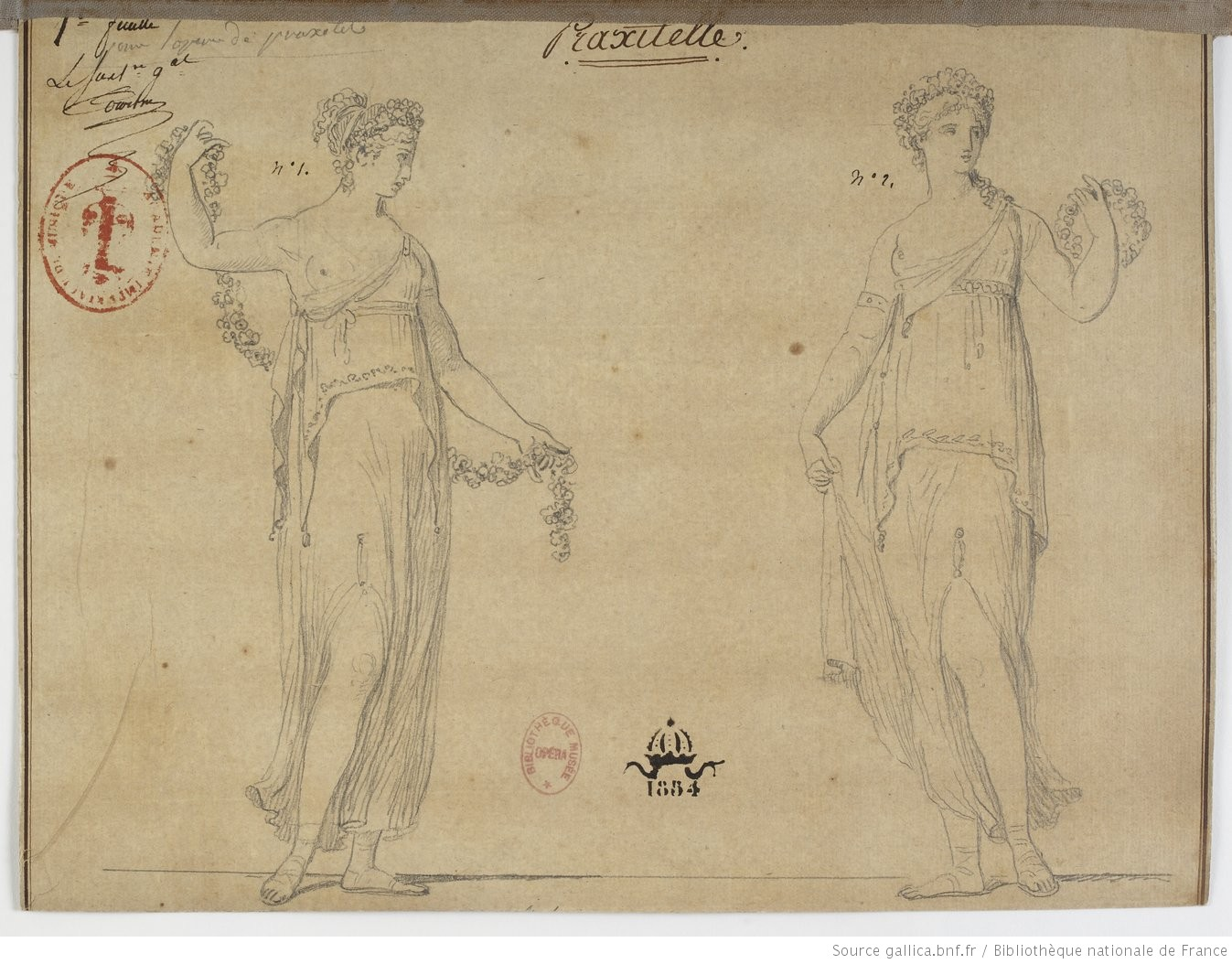
Návrhy kostýmů od Jeana-Simona Berthélenyho pro postavy Aglai a Venuše z opery Praxiteles aneb opasek, 1800

(Odehrává se v Élidě, hlavním městě Élidy v okamžiku zahájení Her; na vyzdobeném posvátném prostranství před vchodem do Jupiterova chrámu. Na jedné straně zahalená socha satyra Marsyase od Skópase, na druhé podstavec pro Praxitelovu medicejskou Venuši.)
Sochař Skopás hovoří se svým žákem Polyklem; dnes se bude v rámci olympijských her soutěžit o nejlepší sochu, která pak bude vystavena v chrámu. Polykles věří ve Skopásovo vítězství, ale Skopás má obavy z konkurence Praxitelovy Venuše. Proto podplatil porotce a Polykles odchází ovlivnit veřejnost (duet Trompons l'espoir d'un rival dangeureux).
Praxitelovi žáci provázení hojným lidem přivážejí zahalenou sochu Venuše a jsou si jisti vítězstvím (sbor Ô Praxitèle! admire ton ouvrage). I Praxiteles sám doufá ve vítězství, neboť je potřebuje, aby byl hoden Grácie Aglaii, do níž se zamiloval (árie J'a vu sur ses lèvres de rose). Chrám se otevře, soutěž začíná. Ve slavnostním průvodu přicházejí porotci a zkoumají obě sochy (sbor Divines filles de Mémoire). Vyhlašují víztězem Skopáse a odnášejí jeho sochu do chrámu (sbpr Favori d'Apollon!).
Praxiteles je zdrcen a pochybuje o svém talentu, ač ho jeho žáci povzbuzují a volají po pomstě (monolog C'est donc là le triomphe où tendoient tous mes voux a ansámbl La désespoir brise mon âme). Hudba ohlásí příchod Venuše s Amorem a velkým průvodem Grácií, Her, Smíchu a Lásek (sbor Vois nos transports, notre allégresse). Bohyně přišla sama posoudit, nakolik se jí Praxitelovo dílo podobá. Postaví se vedle sochy a uznává, že ať je její umělecká hodnota jakákoli, je alespoň věrně realistická. Slibuje proto Praxitelovi nesmrtelnou slávu a splnění jakéhokoli přání. Na to právě Praxiteles čekal a ihned žádá o milovanou Aglaiu (ádie Dans le secret, à l'ombre du silence). Venuše souhlasí, ale Amor namítá, že smrtelník přece nemůže mít božskou bytost, přinejmenším ne celou; Praxiteles se prý proto musí rozhodnout, kterého Aglaina půvabu se vzdá (árie Pour posséder une jeune immortelle). Praxiteles je rozerván; pak se mu zdá, že k posouzení Aglainých půvabů by ji musel vidět bez nádherného opasku (cestu), který drží její řízu. Už už chce říci, že tím půvabem, který může být odstraněn, je právě onen opasek. Ale vzpamatuje se, když pomyslí, že by tím urazil Aglainu cudnost: nechť si opasek ponechá, on ze svého nároku ustupuje (árie Belle Aglaé! tu vois mon trouble extrême… Ceinture, ô fatal ornement!). Sochař tak obstál ve zkoušce a Aglaia se mu vydává (duet Ô ravissante ivresse).
Všichni oslavují Praxitelova nesmrtelného génia (závěrečný sbor a balet Trop heureux Praxitèle!).